# Werner Lütkebohmert
Werner Lütkebohmert é um matemático alemão. Trabalha com geometria algébrica e teoria das funções p-ádicas.
Lütkebohmert obteve um doutorado em 1972 na Universidade de Münster, orientado por Hans-Joachim Nastold, com a tese Steinsche Räume in der nichtarchimedischen Funktionentheorie, com habilitação em 1977 (Zur Theorie der Fortsetzung rigid-analytischer Strukturen). Lecionou em Münster e é Professor da Universidade de Ulm.
É coautor de uma monografia sobre os modelos de Néron.

## Obras
- com Klaus Langmann, Cousinverteilungen und Fortsetzungssätze, Lecture Notes in Mathematics 367, Springer Verlag, 1974.
- com Siegfried Bosch e Michel Raynaud, Néron Models, Ergebnisse der Mathematik und ihrer Grenzgebiete, Springer Verlag, 1990.
- Codierungstheorie- algebraisch-geometrische Grundlagen und Algorithmen, Vieweg, 2003.